# 江都公主 (明)
江都公主（こうとこうしゅ、？ - 1403年3月30日（永楽元年3月8日））は、明の懿文太子朱標の嫡出長女。建文帝の嫡姉（異母姉）。

## 経歴
太子妃常氏の娘として生まれた。初め、江都郡主の位を授けられ、洪武27年（1394年）に耿璇（長興侯耿炳文の長男）と結婚した。建文元年（1399年）、公主の位を授けられた。
耿璇は建文帝に忠誠心を示し、燕王朱棣（後の永楽帝）を粛清するよう説得した。これが永楽帝の怒りに触れて、その即位後すぐの永楽元年（1403年）、一族もろとも処刑された。江都公主は郡主に降格され、間もなく急死した。
南明において弘光元年（1645年）、公主に追復された。

## 伝記資料
- 『東宮妃常氏墓志』
- 『常氏家譜』
- 『明成祖実録』